# Монте Коломбо
Монте Коломбо (итал. Monte Colombo) је насеље у Италији у округу Римини, региону Емилија-Ромања.
Према процени из 2011. у насељу је живело 73 становника. Насеље се налази на надморској висини од 312 м.

## Становништво
Према резултатима пописа становништва 2011. у општини је живело 3.355 становника.
| 1931. | 1936. | 1951. | 1961. | 1971. | 1981. | 1991. | 2001. | 2011. |
| ----- | ----- | ----- | ----- | ----- | ----- | ----- | ----- | ----- |
| 2.588 | 2.488 | 2.377 | 2.066 | 1.659 | 1.479 | 1.710 | 1.951 | 3.355 |